# Mercedes Bresso
Mercedes Bresso (ur. 12 lipca 1944 w San Remo) – włoska polityk, ekonomistka, eurodeputowana, przewodnicząca regionu Piemont w latach 2005–2010.

## Życiorys
W 1969 ukończyła studia pierwszego stopnia z zakresu ekonomii. W 1973 została wykładowcą na wydziale inżynierii turyńskiej politechniki (POLITO). Zaangażowała się w działalność Włoskiej Partii Komunistycznej. W latach 1985–1995 była członkinią rady regionalnej Piemontu, a od 1994 także członkinią egzekutywy regionu Piemont oraz ministrem regionalnym ds. planowania przestrzennego i parków. Następnie do 2004 zajmowała stanowisko przewodniczącej rady prowincji Turyn.
W latach 1998–2004 po raz pierwszy zasiadała w Komitecie Regionów. W wyborach w 2004 uzyskała mandat posłanki do Parlamentu Europejskiego z ramienia Drzewa Oliwnego (jako kandydatka partii Demokraci Lewicy). Była członkinią grupy Partii Europejskich Socjalistów.
W 2005 złożyła mandat w związku z wyborem na urząd prezydenta Piemontu. W tym samym roku ponownie weszła w skład Komitetu Regionów, a w lutym 2010 została jego przewodniczącą (stając się pierwszą kobietą zajmującą to stanowisko). Utraciła je jednak niespełna dwa miesiące później po tym, gdy w wyborach regionalnych bez powodzenia ubiegała się o reelekcję na urząd prezydenta Piemontu (przegrała z Roberto Cotą).
W 2007 wstąpiła razem z Demokratami Lewicy do Partii Demokratycznej. W 2014 ponownie wybrana do Europarlamentu na okres VIII kadencji, w którym zasiadała do 2019. Powróciła do PE w trakcie IX kadencji w 2023, gdy z mandatu zrezygnował Pierfrancesco Majorino.